# Aéroport international de Yap
L'aéroport international de Yap, code IATA : YAP • code OACI : PTYA, est un aéroport situé sur Yap, l'île principale de l'État de Yap, aux États fédérés de Micronésie.

Carte figurant les pistes de l'aéroport et les routes et sentiers parcourant les îles Yap.

## Situation
| Chuuk Kosrae Pohnpei Ulithi Fais Yap |

## Compagnies et destinations
| Compagnies      | Destinations |
| --------------- | ------------ |
| United Airlines | Guam, Koror  |